# Saint-Jean-de-Beugné
Saint-Jean-de-Beugné är en kommun i departementet Vendée i regionen Pays de la Loire i västra Frankrike. Kommunen ligger i kantonen Sainte-Hermine som tillhör arrondissementet Fontenay-le-Comte. År 2022 hade Saint-Jean-de-Beugné 631 invånare.

## Befolkningsutveckling
Antalet invånare i kommunen Saint-Jean-de-Beugné
| Referens: INSEE |